# Tudor Greceanu
Tudor Greceanu, scris și Teodor Greceanu, (n. 13 mai 1917, București, România – d. 29 decembrie 1994, București, România) a fost un aviator român de elită în timpul celui de-Al Doilea Război Mondial.

## Biografie
Tudor Greceanu era descendent al unor vechi familii de boieri moldoveni, și strănepot al lui Ion Ghica. A absolvit Școala militară de ofițeri de aviație în 1939 și a fost înaintat la gradul de sublocotenent aviator pe 1 iulie 1939. Era posesor a șase brevete de pilot (brevetul de pilot de război, obținut în școala militară, brevetul de pilot de vânătoare, brevetul de instructor de zbor, brevetul de pilot de bimotoare, brevetul de înaltă acrobație, brevetul de zbor de noapte și brevetul de zbor fără vizibilitate), inclusiv brevetele și insignele de pilot german, italian și american, a avut la activ 6000 de ore de zbor pe timp de război, realizate în 1000 de misiuni de luptă, atât în Est, cât și în Vest.
În timpul celui de-al Doilea Război Mondial, locotenentul Tudor Greceanu a avut 42 de victorii, doborând 42 de avioane inamice, pentru care a fost răsplătit devenind Cavaler al Ordinului „Mihai Viteazul” clasa III.
Slt. av. Tudor Greceanu a fost decorat cu Ordinul „Virtutea Aeronautică” de Război cu spade, clasa Crucea de Aur cu 1 baretă (4 noiembrie 1941) „pentru eroismul dovedit în lupta aeriană dela Vigoda, când a doborît un avion inamic, iar la Odis al doilea avion sovietic doborît” și clasa Cavaler cu prima baretă (6 octombrie 1944). A fost înălțat la gradul de locotenent aviator pe data de 24 ianuarie 1942.

Așii români decorați în august 1943 cu Ordinul „Mihai Viteazul”: Cantacuzino, Dicezare, Greceanu, Șerbănescu și Milu.

După război a fost arestat de regimul comunist din România și ținut în închisori cu regim sever ca cea de la Aiud, timp de mai mulți ani. A scăpat de plutonul de execuție, după o evadare spectaculoasă din Penitenciarul Aiud, alături de aviatorul Gheorghe Spulbatu și de ziaristul Valeriu Șirianu, dar de pe urma torturilor din închisoare i-au fost amputate ambele picioare.
Ca urmare a rezultatelor deosebite, la terminarea războiului s-a consemnat în dosarul său: „blocat pentru mobilizare în cadrele Flotilei 1 vânătoare ca indispensabil”. De aceea, când a ieșit din închisoare, în 1964, și-a păstrat gradul de căpitan, cu toate ca legea prevedea că detenția politică atrage inevitabil după sine pierderea gradului militar și obținerea livretului militar de soldat simplu.
Printre altele, fostul aviator român spunea:
“Sunt lucruri pentru care oamenii nu sunt făcuți. Dumnezeu n-a făcut oamenii pentru orice. E așa de simplu să mori. De ce să te compromiți ca să trăiești? (…) Eu am pierdut partida. Pentru că partida n-o dictez eu… M-am bătut pentru țara asta și la 2000 de kilometri într-un sens și în celălalt, și pe frontul de răsărit și pe cel de apus. Și am crezut în virtuțile neamului. Și uitați-vă ce-am cules.”

## Onoruri
În memoria lui, Școala de Zbor de la Tuzla (județul Constanța) îi poartă numele.

## Decorații
- Ordinul „Virtutea Aeronautică” de Război cu spade, clasa Crucea de Aur cu 1 baretă (4 noiembrie 1941)[7]
- Ordinul „Virtutea Aeronautică” cu spade, clasa Cavaler cu o baretă (6 octombrie 1944)[8]

## Scrieri
- Drumul celor puțini, Editura Vremea, 2005. Cartea poartă subtitlul „Amintirile unui pilot de vânătoare ieșit din încercuirea de la Stalingrad” și a apărut postum, „asamblată” fiind de Martha Greceanu, sora aviatorului, din capitolele scrise de fratele ei, la care a adăugat materiale din numeroasele interviuri ce-i fuseseră luate pilotului de diferite publicații, păstrând titlul cărții și structura pe capitole pe care le alesese Tudor Greceanu însuși.

## Legăturiexterne
- en  Tudor Greceanu în timpul războilului
- en  Memorialul Durerii - Episodul 29 - Evadările din Gulag - Tudor Greceanu
- en  Cartea "Drumul celor puțini: Amintirile unui aviator"
- ro  Tudor Greceanu la revista Memoria
- Eroul aviator Teodor Greceanu si evadarea din fortareata comunista Aiud (I), 26 septembrie 2011, Laurentiu Dologa, Ziare.com